# Voxnabruk
Voxnabruk ist ein Ort (småort) in der schwedischen Provinz Gävleborgs län und der historischen Provinz (landskap) Hälsingland. Er gehört zur Gemeinde Ovanåker.
Der Ort lag an der Bahnstrecke Voxna–Lobonäs; diese ist allerdings stillgelegt. Durch den Ort führt der länsväg 296. Der Fluss Voxnan fließt durch den Ort.